# 西京信用金庫
西京信用金庫（さいきょうしんようきんこ、英語：Saikyo Shinkin Bank）は、東京都新宿区に本店を置く信用金庫である。1992年（平成4年）2月に、大同信用金庫と共栄信用金庫が合併し発足した。

## 沿革
- 1918年（大正7年）1月 - 内藤新宿町共済信用購買組合として設立する。[1]
- 1921年（大正10年）12月 - 有限責任山手信用購買利用組合に改組する。
- 1934年（昭和9年）11月 - 新宿信用組合に改称。有限責任共栄信用組合設立する。
- 1951年（昭和26年）10月 - 中野信用組合と合併し、大同信用組合と名称変更後、信用金庫法に基づき大同信用金庫に改組。共栄信用組合は、共栄信用金庫に改組する。
- 1992年（平成4年）2月 - 大同信用金庫を存続金庫として共栄信用金庫と合併するとともに、西京信用金庫に名称変更する。
- 2002年（平成14年） - 破綻した都民信用組合から1店舗、同じく破綻した東京食品信用組合から2店舗の譲渡を受ける。
- 2018年（平成30年）11月 - 金庫創立100周年を迎えた。

## 営業地区
- 東京都
  - 23区
  - 小金井市・小平市・国分寺市・清瀬市・調布市・西東京市・三鷹市・武蔵野市・東久留米市・東村山市・東大和市・府中市

- 埼玉県
  - 朝霞市・入間市・狭山市・志木市・所沢市・新座市・和光市

## 店舗・ATM一覧
本店は東京都新宿区新宿四丁目3番20号。

「西京」の名の通りほとんどの店舗は東京23区の西側に位置しているが、東側の店舗として1店舗だけ銀座支店が存在する。

## 地域の防災力向上に向けた取り組み
西京信用金庫は全国の金融機関で唯一日本防災プラットフォームに加入しており、地域の防災力強化に積極的に取り組んでいる。
ここまで防災に力を入れている金融機関は他に無く、毎年東京新聞に防災への取り組みが掲載されている（令和3年9月で、8年連続の掲載）。

### 「防災対策説明会」「防災・耐震セミナー」の開催
西京信用金庫の主催で、店舗近隣の商店街および町内会などの各団体向けの防災イベントを開催している。

### 防災定期預金
取り扱い総額の0.010%相当額を西京信用金庫が負担して災害時生活必需品（簡易トイレ、おむつ、生理用品等）を購入。備蓄品は各店舗の倉庫に保管し、災害時は近隣住民へ配布を行う。
一般的な定期預金だが、預金者は自己負担無しで地域の防災に貢献することが出来る。

### 防災対策融資商品
建物の耐震診断の実施に必要な資金や、耐震補強工事の実施に必要な資金などの融資を行っている。
「西京防災対策『そなえ』」は、金融機関では唯一東京都と連携した政策特別融資。

### 街づくり・防災プラザ
本部の1階に「街づくり・防災プラザ」を設置し、災害に強い街づくりコーナーや建物の耐震化、地震への備え等についてパネルの展示や書籍、チラシ、防災グッズなどを設置している。

### JICAの依頼による海外防災担当者の迎え入れ
JICA（独立行政法人国際協力機構）からの要請で、2017年11月より海外行政機関の防災責任者（延べ79カ国、政府閣僚含む129名）に防災における取り組みを紹介している。

## その他
- マスコットキャラクターは「サイの京子ちゃん」。平成27年に誕生し、パンフレットや公式サイトで使用されている。[9]

## 関連会社
- 大新ビジネスサービス株式会社